# Chantry
Chantry – dzielnica miasta Ipswich, w Anglii, w Suffolk, w dystrykcie Ipswich. W 2001 dzielnica liczyła 5943 mieszkańców.